# William Joyce
William Joyce (New York, 24 april 1906 - Wandsworth, 3 januari 1946) was een Amerikaanse nationaalsocialist, die actief was in het opzetten van nazistische partijen in het Verenigd Koninkrijk en als radiopresentator propaganda maakte voor de Duitsers. Bij de Britten stond hij vanwege zijn sterk nasale en gemaakte upper class accent bekend als Lord Haw-Haw. Hij werd in het Verenigd Koninkrijk ter dood veroordeeld wegens landverraad.

## Biografie
Joyce werd geboren in New York. Zijn ouders waren van Ierse afkomst, maar hadden het Amerikaanse staatsburgerschap. Desondanks verhuisden ze kort na Williams geboorte naar Galway. Daar namen ze een uitzonderingspositie in, omdat ze, hoewel katholiek, toch sterk unionistisch waren. Na de uitroeping van de republiek Ierland vertrok de familie naar Londen.
Joyce werd gegrepen door het fascistische gedachtegoed, en werd in 1933 lid van de British Union of Fascists van Oswald Mosley. In deze partij klom hij op tot de positie van vicevoorzitter, maar hij was later een van de personen die ontslagen werd toen de BUF sterk inkromp, vermoedelijk omdat Joyces sterke antisemitisme Mosley niet aanstond. Joyce vormde hierop zijn eigen splintergroep, de National Socialist League.
In augustus 1939 vluchtte Joyce naar Duitsland, nadat hij gehoord had dat hij bij het eventuele uitbreken van de Tweede Wereldoorlog waarschijnlijk gedetineerd zou worden, en enige tijd later nam hij het Duitse staatsburgerschap aan. Hij kwam in dienst van het ministerie van Propaganda en verzorgde vanuit Hamburg het programma Germany Calling, propaganda-uitzendingen gericht op het Verenigd Koninkrijk.
William Joyce droeg het Kriegsverdienstkreuz.
Aan het einde van de oorlog werd Joyce door een Joodse Duitser in dienst van het Britse leger gevangengenomen. Hierbij werd hij in de billen geschoten toen een van de soldaten dacht dat hij een geweer probeerde te grijpen. Joyce werd aangeklaagd wegens landverraad. Aanvankelijk leek het erop dat hij zou worden vrijgesproken omdat hij geen werkelijk Brits onderdaan meer was toen hij zijn daden pleegde, maar de aanklager argumenteerde succesvol dat het bezit van een legaal Brits paspoort hem tot Brits staatsburger maakte, ook al was dit paspoort onder valse voorwendselen verkregen (hij had beweerd in Galway geboren te zijn). Joyce werd veroordeeld tot de doodstraf en op 3 januari 1946 opgehangen.